# Pescopagano
Pescopagano é uma comuna italiana da região da Basilicata, província de Potenza, com cerca de 2.145 habitantes. Estende-se por uma área de 69 km², tendo uma densidade populacional de 31 hab/km². Faz fronteira com Cairano (AV), Calitri (AV), Castelgrande, Castelnuovo di Conza (SA), Conza della Campania (AV), Laviano (SA), Rapone, Sant'Andrea di Conza (AV), Santomenna (SA).

## Demografia
| Variação demográfica do município entre 1861 e 2011                               |
|                                                                                   |
| Fonte: Istituto Nazionale di Statistica (ISTAT) - Elaboração gráfica da Wikipedia |